# Basic Instinct 2
Basic Instinct 2 (en Hispanoamérica, Bajos instintos 2; en España, Instinto básico 2) es una película norteamericana estrenada en 2006 dirigida por Michael Caton-Jones. Es una secuela de la exitosa cinta Basic Instinct dirigida por Paul Verhoeven en 1992.
La película supuso el retorno de la mujer fatal Catherine Tramell (Sharon Stone), involucrada en nuevos homicidios en Londres. En esta ocasión se trata de un psiquiatra, el doctor Michael Glass (David Morrissey).
Basic Instinct 2 está basado en el personaje de Joe Eszterhas y la escenografía corrió a cargo de Leora Barish y Henry Bean, mientras que la música fue obra de John Murphy y Jerry Goldsmith.

## Reparto
- Sharon Stone como Catherine Tramell
- David Morrissey como Dr. Michael Glass
- Charlotte Rampling como Dr. Milena Gardosh
- David Thewlis como Roy Washburn
- Indira Varma como Denise Glass
- Flora Montgomery como Michelle Broadwin
- Heathcote Williams como Dr. Jakob Gerst
- Hugh Dancy como Adam Towers
- Anne Caillon como Laney Ward
- Iain Robertson como Peter Ristedes
- Stan Collymore como Kevin Franks
- Kata Dobó como Magda
- Jan Chappell como Angela

## Eslóganes promocionales
- «Sometimes Obsession Can Be Murder»
- «Everything interesting begins in the mind.»

## Recepción

### Taquilla
La producción de Basic Instinct 2 costó aproximadamente 70 millones de dólares. A causa de la mala acogida de la película en las salas de cine de Estados Unidos, la cinta se retiró de la programación a los 17 días de su estreno, cuando la recaudación sólo era de 5,8 millones de dólares. La acogida en el resto del mundo no fue mejor, no en vano sólo alcanzó una recaudación total de 38,6 millones.

### Crítica
Basic Instinct 2 recibió reseñas sumamente negativas de parte de la crítica y de la audiencia. En el portal de internet Rotten Tomatoes, la película posee una aprobación de solo 6%, basada en 154 reseñas, con una calificación de 3.3/10, mientras que de parte de la audiencia ha recibido una aprobación de 26%, basada en 89 043 votos, con una calificación de 2.4/5.
La página Metacritic le ha dado a la película una puntuación de 26 de 100, basada en 33 reseñas, indicando "reseñas generalmente desfavorables". Las audiencias de CinemaScore le han dado una "C" en una escala de A+ a F, mientras que en el sitio IMDb los usuarios le han dado una puntuación de 4.4/10, sobre la base de 39 976 votos. En la página web FilmAffinity la cinta tiene una calificación de 3.8/10, basada en 5390 votos.